# 암 병기
암 병기는 암이 얼마나 성장하고 전이되었는지를 결정하는 과정이다. I에서 IV까지의 숫자가 할당되며, I는 고립된 암이고 IV는 원발 부위에서 전이되어 퍼진 암이다. 병기는 일반적으로 종양의 크기, 인접 기관 침범 여부, 인근 림프절 전이 개수(있을 경우), 그리고 더 먼 위치에 나타났는지(전이 여부)를 고려한다.

## TNM 분류

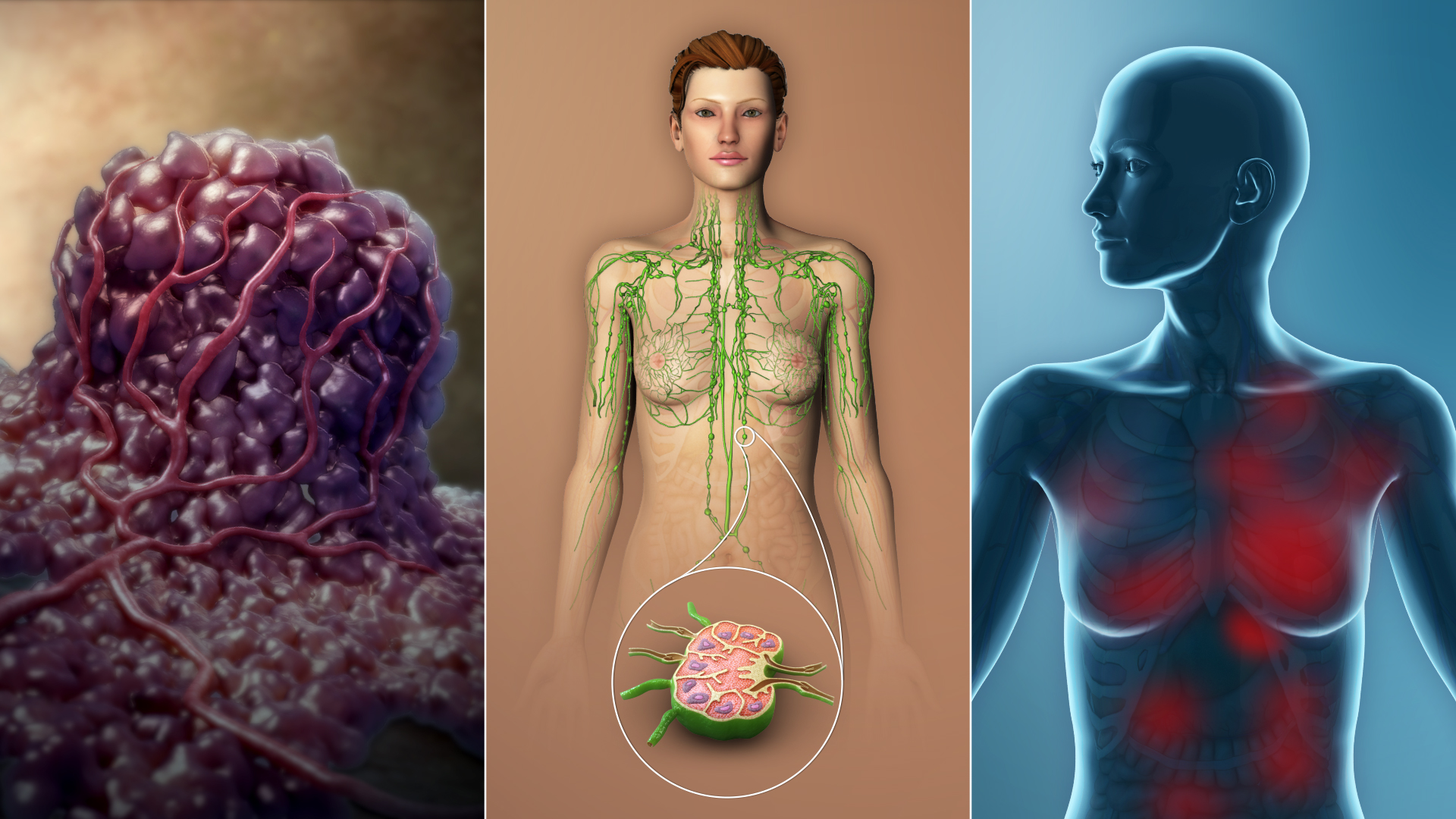
유방암의 TNM 병기를 묘사한 3D 의료 일러스트레이션

암 병기는 임상 병기와 병리학적 병기로 나눌 수 있다. TNM (종양, 림프절, 전이) 시스템에서 임상 병기와 병리학적 병기는 병기 앞에 작은 "c" 또는 "p"로 표시된다(예: cT3N1M0 또는 pT2N0). 이 병기 시스템은 뇌종양과 혈액암을 제외한 대부분의 암 형태에 사용된다.
- 임상 병기는 종양 제거 수술 전에 얻은 모든 가용한 정보에 기반한다. 이 병기에는 신체검사, 혈액 검사, 방사선학적 검사, 생검, 내시경 검사를 통해 얻은 종양 정보가 포함될 수 있다.
- 병리학적 병기는 종양이 외과적으로 제거된 후 병리학자가 현미경으로 검사하여 얻은 추가 정보를 더한다.

서로 다른 기준을 사용하기 때문에 임상 병기와 병리학적 병기는 종종 다르다. 병리학적 병기는 종양 전체를 직접 검사할 수 있기 때문에 일반적으로 더 정확하다고 여겨진다. 반면 임상 병기는 아직 체내에 있는 종양을 간접적인 관찰을 통해 정보를 얻는다는 점에서 한계가 있다. 그러나 임상 병기와 병리학적 병기는 종종 상호 보완적이다. 모든 종양이 외과적으로 치료되는 것은 아니므로 병리학적 병기를 항상 사용할 수 있는 것은 아니다. 또한 때로는 화학요법이나 방사선 치료와 같은 다른 치료가 수술에 앞서 종양을 축소시키므로 병리학적 병기가 실제 병기를 과소평가할 수 있다.

## 고려사항
정확한 병기 설정은 매우 중요하다. 왜냐하면 치료(특히 수술 전 치료 및 보조 치료의 필요성, 수술 범위)는 일반적으로 이 매개변수에 기반하기 때문이다. 따라서 잘못된 병기 설정은 부적절한 치료로 이어질 수 있다.
일부 흔한 암의 경우 병기 설정 과정이 잘 정의되어 있다. 예를 들어, 유방암과 전립선암의 경우 의사들은 암이 초기 단계이고 전이 위험이 낮다는 것을 일상적으로 확인할 수 있다. 이러한 경우 의료 전문 전문가 조직은 PET 스캔, CT 스캔 또는 골 스캔 사용을 권장하지 않는다. 연구에 따르면 이러한 절차를 받는 위험이 가능한 이점을 능가하기 때문이다. 과도한 검사와 관련된 문제에는 환자가 침습적 시술을 받거나, 의료 서비스를 과도하게 이용하거나, 불필요한 방사선에 노출되거나, 오진을 경험하는 경우가 포함된다.

### 병리학적
병리학적 병기 설정은 조직 단면을 병리학자가 검사하는 것인데, 두 가지 특정 이유로 특히 문제가 될 수 있다: 육안 재량과 조직의 무작위 표본 추출. "육안 재량"은 슬라이드에서 건강한 세포와 섞여 있는 단일 암세포를 식별하는 능력을 의미한다. 하나의 세포를 간과하면 병기가 잘못 설정되어 심각하고 예상치 못한 암 전이로 이어질 수 있다. "무작위 표본 추출"은 환자로부터 림프절이 무작위로 채취되고 무작위 표본이 검사된다는 사실을 의미한다. 림프절에 존재하는 암세포가 검사된 조직 절편에 우연히 존재하지 않는다면, 잘못된 병기 설정과 부적절한 치료가 초래될 수 있다.

### 현재 연구
새로운 고감도 병기 설정 방법이 개발 중이다. 예를 들어, 장 상피의 내강에만 존재하는 GCC(구아닐릴 사이클라제 c)의 mRNA는 높은 감도와 정확도로 분자 스크리닝(RT-PCR)을 사용하여 식별될 수 있다. 신체의 다른 조직에서 GCC가 존재하면 대장암이 전이된 것을 나타낸다. 높은 감도 때문에 GCC에 대한 RT-PCR 스크리닝은 질병 병기 과소평가를 크게 줄여준다. 연구자들은 이 수준의 정밀한 병기 설정이 더 적절한 치료와 더 나은 예후로 이어지기를 바란다. 또한 연구자들은 이 동일한 기술이 다른 조직 특이적 단백질에도 적용될 수 있기를 바란다.

## 시스템
병기 시스템은 각 암 유형(예: 유방암 및 폐암)에 특화되어 있지만, 일부 암에는 병기 시스템이 없다. 일부 암 유형에는 여전히 경쟁적인 병기 시스템이 존재하지만, 보편적으로 수용되는 병기 시스템은 UICC의 것으로, AJCC와 개별 범주에 대한 동일한 정의를 가지고 있다.
병기 시스템은 질병 또는 질병의 특정 증상에 따라 다를 수 있다. 

### 혈액암
- 림프종: 대부분 앤아버 병기 사용
- 호지킨 림프종: I에서 IV까지의 척도를 따르며, 환자의 증상 유무(예: 발열)에 따라 A 또는 B로 추가 표시될 수 있다. 이는 "코츠월드 시스템" 또는 "수정된 앤아버 병기 시스템"으로 알려져 있다.[3]

### 고형암
고형 종양의 경우 TNM이 가장 일반적으로 사용되는 시스템이지만, 일부 조건에 맞게 조정되었다.
- 뇌암: 대부분의 뇌암에는 병기 시스템이 없으며 대신 등급이 매겨진다. 속질모세포종과 같은 배아 중추신경계 종양은 창(Chang) 등이 개발한 분류에 따라 병기가 설정된다.[4][5]
- 유방암: 유방암 분류에서 병기는 일반적으로 TNM에 기반하지만,[6] I–IV 병기도 사용될 수 있다.
- 자궁경부암 및 난소암: "FIGO" 시스템이 TNM 시스템에 채택되었다. 전암성 이형성 변화의 경우 CIN(자궁경부 상피내 종양) 등급 시스템이 사용된다.[7]
- 대장암: 원래 A, B, C, D의 네 단계(듀크스 병기 시스템)로 구성되었다. 최근에는 대장암 병기가 원래의 A-D 단계 또는 TNM으로 표시된다.[8]
- 신장암: TNM을 사용한다.[9]
- 후두암: TNM을 사용한다.[10]
- 간암: TNM을 사용한다.[11]
- 폐암: TNM을 사용한다.[12]
- 흑색종: TNM이 사용된다. 또한 중요한 것은 "클라크 레벨"과 "브레슬로 깊이"로, 이는 종양 침범의 현미경적 깊이를 나타낸다("미세 병기").[13]
- 전립선암: 거의 보편적으로 TNM이 사용된다.[14]
- 고환암: 혈청 표지자 측정(TNMS)과 함께 TNM을 사용한다.
- 비흑색종 피부암: TNM을 사용한다.
- 방광암: TNM을 사용한다.[15]

## 전체 병기 분류
전체 병기 분류는 로마 숫자 병기라고도 불린다. 이 시스템은 숫자 I, II, III, IV (그리고 0)를 사용하여 암의 진행을 설명한다.
- 0기: 제자리암, 비정상 세포가 정상적인 위치에서 성장하는 것(라틴어로 "제자리에"라는 의미의 "in situ").
  - 0기는 일부 암(예: 대장암)에서 수술 전 치료 후 남은 암이 없음을 의미할 수도 있다.
- I기: 암이 신체의 한 부분에 국한되어 있다. I기 암은 충분히 작으면 외과적으로 제거할 수 있다.
- II기: 암이 국소적으로 진행되었다. II기 암은 화학요법, 방사선 치료 또는 수술로 치료할 수 있다.
- III기: 암 또한 국소적으로 진행되었다. 암이 II기 또는 III기로 지정되는지는 특정 암 유형에 따라 달라질 수 있다. 예를 들어, 호지킨 림프종의 경우 II기는 횡격막 한쪽에만 영향을 미치는 림프절을 나타내고, III기는 횡격막 위와 아래에 영향을 미치는 림프절을 나타낸다. 따라서 II기와 III기의 특정 기준은 진단에 따라 다르다. III기 암은 화학요법, 방사선 치료 또는 수술로 치료할 수 있다.
- IV기: 암이 종종 전이되었거나 다른 장기나 신체 전체로 퍼졌다. IV기 암은 화학요법, 방사선 치료 또는 수술로 치료할 수 있다. 치료에도 불구하고 IV기 암 환자의 사망률은 상당히 높을 수 있으며, 예를 들어 암이 말기로 진행될 수 있다.

TNM 시스템 내에서 암은 재발로 지정될 수도 있는데, 이는 관해 상태이거나 모든 가시적인 종양이 제거된 후 다시 나타났음을 의미한다. 재발은 원발 부위와 같은 위치에 나타나는 국소 재발이거나, 신체의 다른 부분에 나타나는 원격 재발일 수 있다.

## 병기 이동
병기 이동은 특정 암 환자군에서 병기 분포가 변하는 현상으로, 병기 시스템 자체의 변화 또는 종양 확산을 더 민감하게 감지할 수 있는 기술의 변화(예: MRI 스캔 사용)에 의해 유발된다. 병기 이동은 흥미로운 통계적 현상(예: 윌 로저스 현상)으로 이어질 수 있다.